# Microbianor madagascariensis
Microbianor madagascariensis är en spindelart som beskrevs av Dmitri Viktorovich Logunov 2009. Microbianor madagascariensis ingår i släktet Microbianor och familjen hoppspindlar. Inga underarter finns listade i Catalogue of Life.